# 개혁주의 학술원
개혁주의 학술원(Korean Institutes for Reformed Studies)은 2006년 5월 30일에 설립된 신학학술원이다. 교회와 사회를 위한  역사적 개혁신학의 연구와 부흥을 목적으로 설립하였다. 등재후보지인 학술원 연구 학술지 "갱신과 부흥" 이 발행되고 있다. 출판물로는 "개혁주의 신학과 신앙 총서"를 2007년부터 발간하고 있다. 제1권은 "칼빈과 교회"이며 2017년 제 11권이 발행되었다.
해외석학들이 초청되어 개혁신학과 칼빈신학에 대한 논문들이 발표되고 있다.  초청된 학자로는 세계칼빈학회  회장인 네덜란드의 헤르만 셀더하위스, 프린스턴 신학교의 엘시 매키, 일본의 와다나베, 미국의 프랑크 A. 제임스와 존 헤셀링크, 프랑스의 폴 웰즈와 같은 이 분야의 권위있는 전공학자들이 있었다. 2017년에는 베르너 크루쉐(Werner Krusche)가 쓴 <칼빈의 성령론>이 번역 출판되었다. 네덜란드 신학잡지 Lux Mundi에서는 이 학술원의 활동을 소개하였다.  학술원 행정간사는 김혜원(M.Div.)이다.

## 역대원장
- 1대 원장: 이환봉 박사(2006.5.30~2010.11.27)
- 2대 원장: 이상규 (신학자) 박사 (2011~ 2014)
- 3대 원장: 이신열 박사(2014.9.1~2018.2)
- 4대 원장: 신득일 박사(2018.3~2019.2)
- 5대 원장: 이신열 박사(2019.3~ 2023.2)

## 조직
- 원장: 황대우
- 고문: 손봉호, 김영재, 이수영, 와다나베
- 행정간사: 김혜원
- 학회지 편집위원장: 황대우
- 편집위원: 김규섭, 김재윤, 김중락, 김진흥, 신승범, 사이츠마, 우병훈, 양신혜, 이상웅, 유정모, 이현철, 이신열

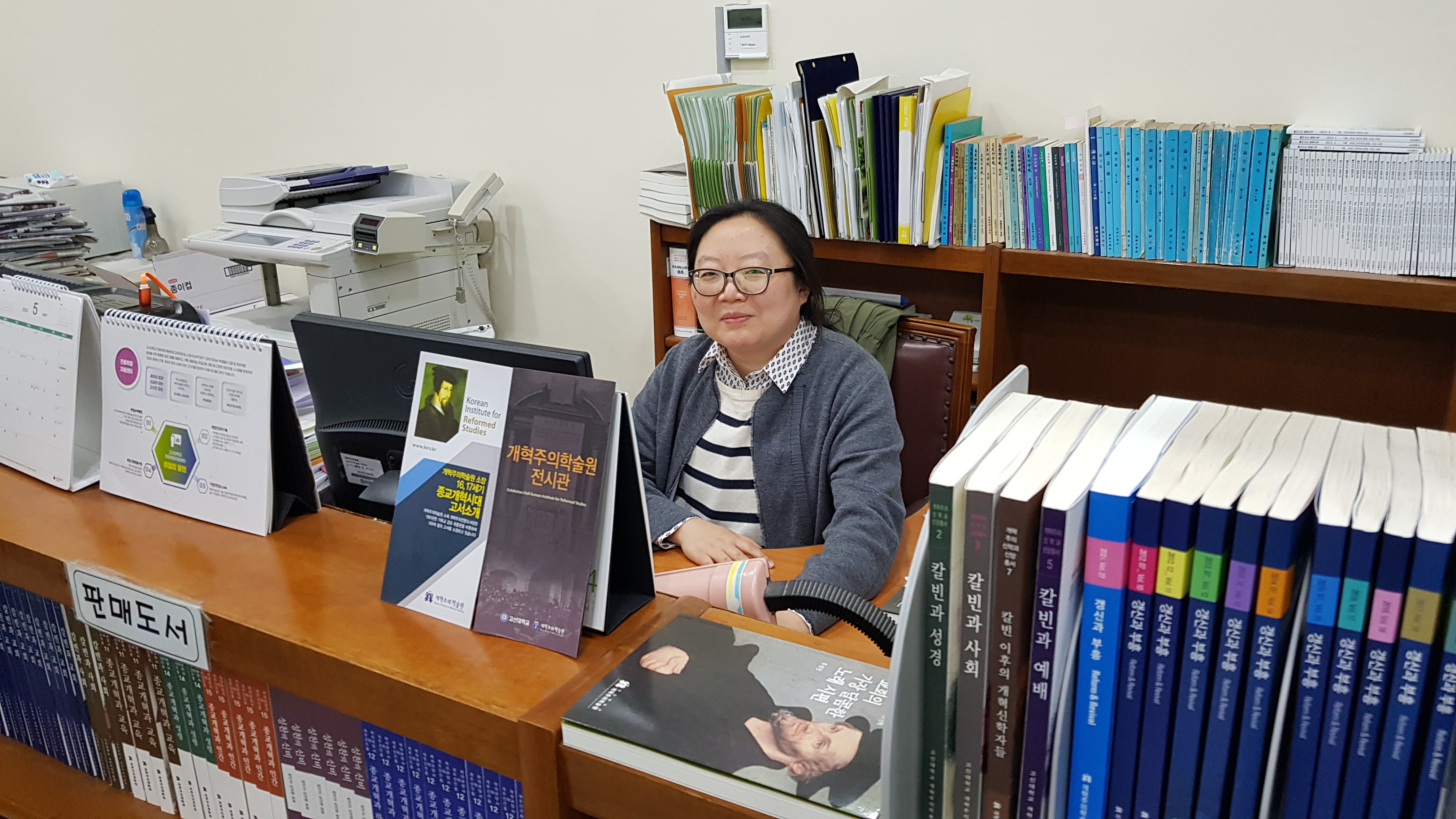
개혁주의학술원 김혜원 간사, 고신대학교

### 학술위원
- 연구분과

분 과 장 우병훈 교수(고신대)
분과위원 강영안교수(서강대) 김진흥교수(시드니 신대)
문병호 교수 (총신대)
사이즈마 고수(Tokyo Christian University)
유해무 교수 (고신대) 최윤배 교수 (장신대)
한성진 교수 (합신대)
- 교육분과

분 과 장 황대우 교수(고신대)
분과위원 김병훈 교수 (합신대) 김홍만 교수 (S.R.S)
신국원 교수(총신대) 안인섭 교수(총신대)
이남규 교수 (합신대) 이성호 교수 (고신대)
이현철 교수 (고신대) 임원택 교수 (백석대)
주도홍 교수 (백석대) 이환봉 교수 (고신대 명예교수)
- 섭외분과

분과장 이신열 교수 (고신대)
분과위원 김재윤 교수(아연 신대) 라은성 고수 (총신대)
안명준교수 (평택대)
이상규 교수 (고신대)
이승구 교수 (합신대)
유태화교수 (백석대)
이상웅 교수 (총신대)
이정숙교수 (횃불트리니티)

## 발표자
대한민국
- 한철하 박사: “신학의 원리와 방법”
- 정성구 박사: “목회의 원리와 실천”
- 안명준, 최윤배, 이승구, 이정숙, 이성호, 김병훈, 문병호, 박태현,이양호,
- 주도홍, 박건택, 이양호, 조병재, 우병훈, 박재은, 김효남, 이수영

대한민국 이외 지역
- 헤르만 셀더하위스(아펠도른 신학교)
- 엘시 매키(프린스턴 신학교)
- 폴 웰즈(Paul Wells) (쟝 칼뱅[Jean Calvin]신학교, Aix-en-Provence): “17세기 프랑스 교회들의 교회정치"[8]
- 프랑크 A. 제임스(Frank A. James Ⅲ: 미국 비블리칼 신학교 총장): “The Protestant Frontier: Where Preaching Meets Predestination”[9]
- 와타나베 노부오 (일본 동경고백교회 담임목사, 전 아시아 칼빈학회장): “칼빈과 교회”[10]
- 판 스파이커 (아펠도른 신학교): “칼빈 신학의 현대적 의의”, 와타나베 노부오: “개혁주의 사상의 현대적 의의”[11]
- 존 헤셀링크(John Hesselink): "칼빈의 성경론에서의 성령의 역할"
- 존 톰슨 (John Thompson): "칼빈의 성경 해석: 초기 개혁주의적 고린도전서 주석에 있어서 전통과 혁신"

## 개혁주의 학술원 사진

개혁주의 학술원 사진들
개혁주의 학술원 전시관 입구
개혁주의 학술원 입구
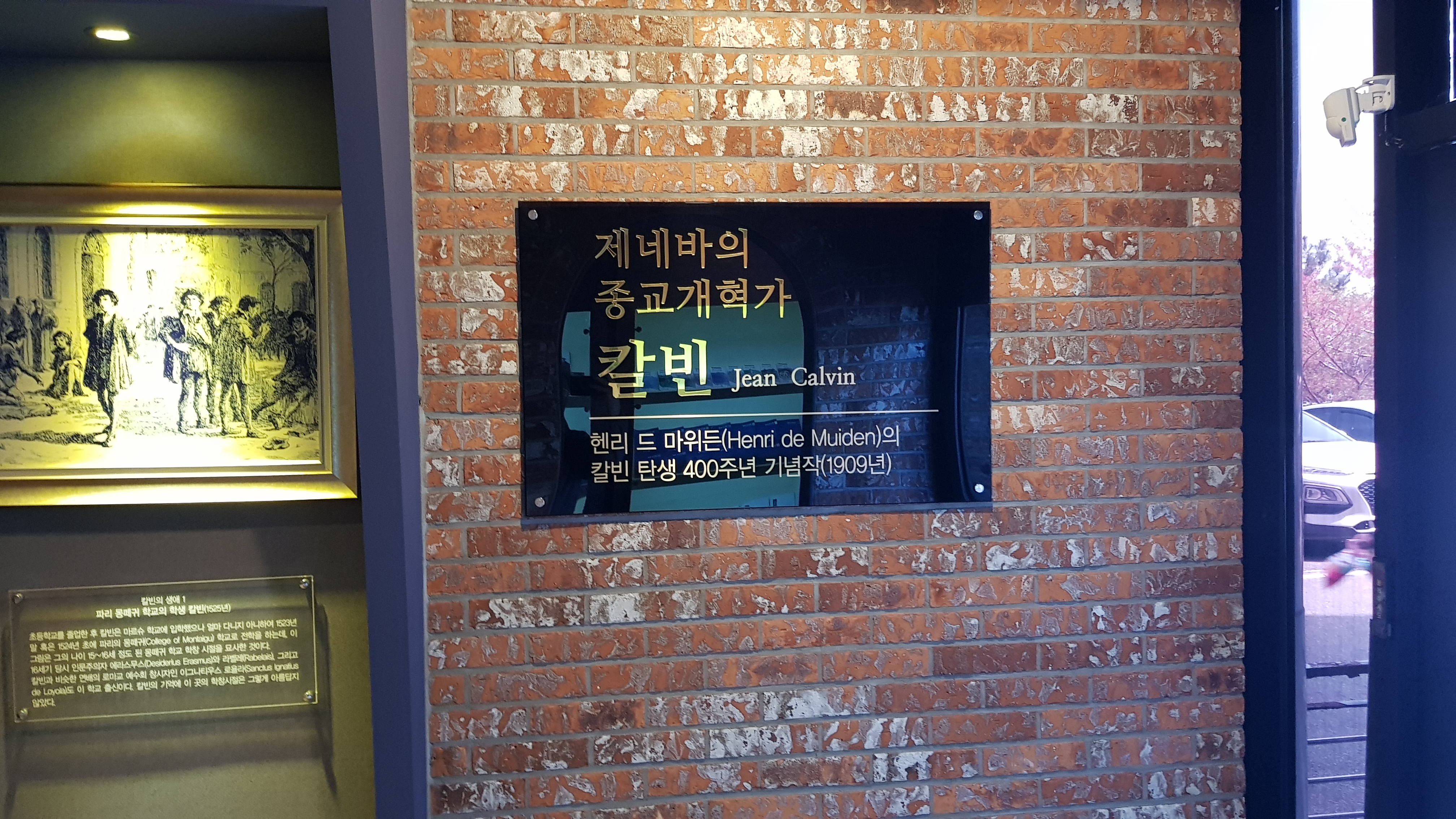
헨리 드 마위튼 칼빈탄생 400주년기념작
개혁주의 학술원 고신연표
개혁주의 학술원 전문도서관

## 같이 보기
- 신학학술원
- 서강대학교 신학연구소
- 혜암신학연구소
- 우리신학연구소
- 웨슬리신학연구소
- 영산신학연구소
- 고신대학교
- 요한칼빈탄생500주년기념사업회
- 한국개혁신학회
- 한국복음주의조직신학회